# Muscopteryx costalis
Muscopteryx costalis är en tvåvingeart som först beskrevs av Daniel William Coquillett 1897.  Muscopteryx costalis ingår i släktet Muscopteryx och familjen parasitflugor. Inga underarter finns listade i Catalogue of Life.